# Nanteuil-en-Vallée
Nanteuil-en-Vallée település Franciaországban, Charente megyében. Lakosainak száma 1357 fő (2022. január 1.). Nanteuil-en-Vallée Barro, Bioussac, Le Bouchage, Champagne-Mouton, Chassiecq, Poursac, Saint-Georges, Saint-Gourson, Taizé-Aizie, Verteuil-sur-Charente, Vieux-Ruffec, Genouillé és Lizant községekkel határos.

## Népesség
A település népessége az elmúlt években az alábbi módon változott:
| Lakosok száma | 557  | 1449 | 1496 | 1445 | 1389 | 1341 | 1359 | 1382 | 1381 | 1357 |
|               | 1968 | 1982 | 1990 | 2006 | 2013 | 2015 | 2017 | 2019 | 2020 | 2022 |